# Palais de l'Ombrière
Le palais de l'Ombrière était un palais construit au Moyen Âge, à l'intérieur de la ville de Bordeaux, et détruit en 1800. Après avoir été la résidence des ducs et duchesses d'Aquitaine, il abritera, entre autres, le Parlement de Bordeaux jusqu'à la Révolution.

## Origine du nom
Son nom est dû à l'ombrage de grands arbres qui formaient une avenue à l'époque.

## Description

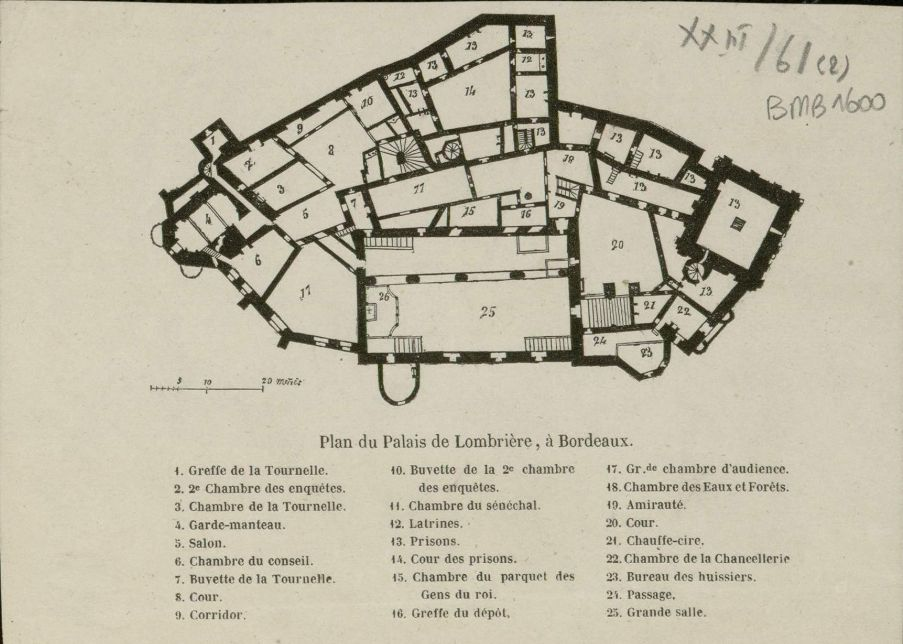
Le plan du palais montrant son aspect hétérogène

Cette résidence habituelle des ducs d'Aquitaine fut construite progressivement à partir de la fin du XIe siècle à l’angle sud-est de l’enceinte gallo-romaine, à l'emplacement de l'actuelle place du Palais.
Il intégrait probablement des éléments de la muraille gallo-romaine comme le suggère la figuration d’une tour construite dans un appareil de moellons et d’arases de brique, dite « tour de la Chître ».
Le palais fut construit peu à peu sans plan d'ensemble autour de la tour de « l’Arbalesteyre » mentionnée pour la première fois dans un document daté de 1080. C'était un donjon implanté à 40 mètres en avant du rempart, sous forme d'une grosse tour rectangulaire de 18 mètres sur 14 sans escalier intérieur. Son nom était du à son adossement à une caserne où logeaient les arbalétriers royaux. Devant le Palais s’étendait la place en triangle dite « du Palais ».
Au début du XIIIe siècle, plusieurs maisons constituaient avec l’Arbalesteyre et des éléments fortifiés de l’enceinte antique le palais de Jean Sans Terre. Au XIVe siècle, la documentation plus abondante fait apparaître une grande salle construite après 1254, un châtelet que l’on peut associer à la « porte » mentionnée en 1242, ainsi que la « tour du roi » rebâtie après 1310.
Vu la documentation réduite qui nous est parvenue et l'absence de plan d'ensemble, il est difficile de se faire une idée précise du plan du Palais avant le XVIIe siècle. La construction hétérogène et peu pratique laissait une impression « peu flatteuse » : « Nous vîmes le Palais des plaideurs qui consiste en une salle assez médiocre qui a une rangée de piliers par le milieu qui fait deux allées de différente largeur, le tout sale et malpropre, de même que les chambres qui sont petites, obscures et sales, presque autant qu'à Poitiers » (Claude Perrault).

## Historique
Louis VII et Aliénor d'Aquitaine y ont séjourné. Puis à compter de 1154, Bordeaux passe sous influence anglaise avec le couronnement d'Henri II Plantagenêt comme roi d'Angleterre.
Le Palais abritait la Cour mais aussi les bureaux du sénéchal de Gascogne et de la Connétablie, c'est-à-dire de l'administration judiciaire et financière de la province à l'époque anglaise. Cette province occupait à peu près le territoire de la Nouvelle-Aquitaine actuelle.
Le château est agrandi et sa défense est renforcée à la veille de la guerre de Cent Ans. Mais cela n'empêcha pas la chute de l'Aquitaine et de Bordeaux en 1453.
Après le rattachement à la couronne de France, le Parlement de Guyenne s'y installait de 1462 à 1790.
De 1557 à 1570, Michel de Montaigne, qui avait succédé à son père (à 24 ans) dans l'office de conseiller à la Cour des aides de Périgueux, y siégea lorsque cette juridiction fut rattachée au Parlement de Bordeaux.
L’Ombrière restera jusqu'à la Révolution le siège des tribunaux et la prison principale de Bordeaux.

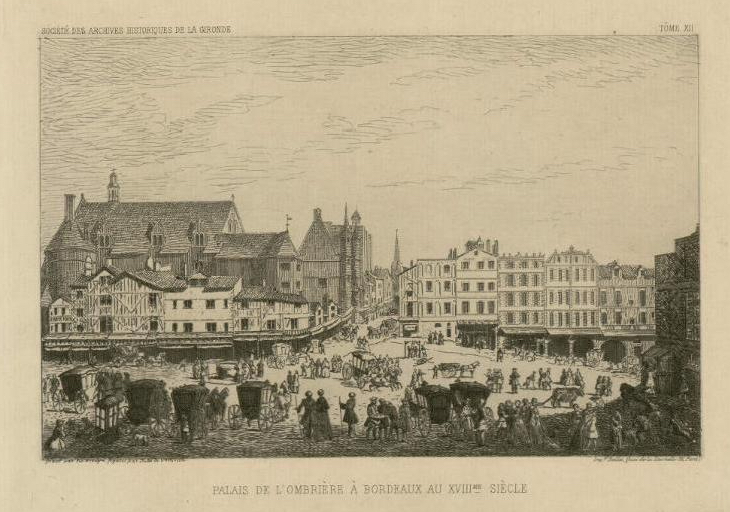
Parlement de Bordeaux au XVIIIe siècle (Léo Drouyn).

En 1571, le Parlement de Bordeaux fera parler de lui lorsqu'un navire, piloté par un capitaine normand, accoste à Bordeaux pour y vendre sa cargaison d'esclaves. Il en est alors immédiatement expulsé, et ses esclaves libérés par ordre du Parlement de Bordeaux dont l’arrêt précise : « La France, mère de liberté, ne permet aucun esclaves ». Plus tard, l'esclavage sera rendu légal sur le sol de France par dérogations, et le Parlement sera alors le lieu où se régleront les litiges concernant la propriété d’esclaves, et où seront parfois signés les actes d’affranchissement. Enfin sa prison fera aussi office, au XVIIIe siècle, de dépôt des noirs, lieu de rétention pour les captifs résidents à Bordeaux, emprisonnés ici à la demande de leurs maîtres afin de s’assurer de leurs ré-embarquements à destination des exploitations coloniale.
Pendant la Révolution française, le palais et la place prirent le nom de Brutus, qui représentait la défense de la République (romaine) face à l'Empire (personnifié par Jules César). Le palais Brutus servit de prison.
Après divers incendies (1597, 1704), le palais fut démoli en 1800 et la rue du Palais de l'Ombrière a été ouverte à sa place.